# Prepovedani pas
Prepovedani pas je energijski pas v območju od vrha valenčnega pasu do začetka prevodnega pasu. To je pas v katerem ni energetskih stanj elektronov in nobenega elektrona. Prepovedani pas se nahaja v izolatorjih in polprevodnikih. Prevodniki nimajo prepovedanega pasu, ker se valenčni in prevodni pas delno prekrivata. Velikost prepovedanega pasu običajno navajamo v elektronvoltih (oznaka eV). To je energija, ki jo potrebuje elektron, da se osvobodi in postane prosto se gibajoč nosilec naboja v kristalni mreži. 

## Prepovedani pas v polprevodnikih
V polprevodnikih in izolatorjih so elektroni samo v nekaterih pasovih. Iz teh pasov lahko preskočijo v drugi pas. Za preskok iz enega v drugi pas (npr. iz valenčnega pasu v prevodni pas) potrebujejo energijo. Energijo lahko dobijo z absorpcijo fonona ali fotona. Med valenčnim in prevodnim pasom je prepovedani pas ali energijska vrzel v kateri se ne more biti nobenega elektrona. 
Način ločevanja med polprevodniki in izolatorji je stvar dogovora. Polprevodniki so snovi, ki imajo zelo ozek prepovedani pas. 

## Vrste prehodov iz valenčnega v prevodni pas

### Neposredni prehod
Kadar je v diagramu {\displaystyle E({\vec {k}})\,} najmanjša vrednost prevodnega pasu neposredno nad največjo vrednostjo valenčnega pasu pravimo, da je prehod iz valenčnega v prevodni pas neposreden. Za prehod ni potrebna sprememba gibalne količine in zaradi tega ni potreben še tretji delec, tako kot pri posrednem prehodu. Primer: svetleča dioda.

### Posredni prehod
Pri posrednem prehodu v diagramu {\displaystyle E({\vec {k}})\,}  najmanjša vrednost prevodnega pasu ni neposredno nad največjo vrednostjo valenčnega pasu, ampak je premaknjena. V tem primeru pravimo, da je  prehod iz valenčnega v prevodni pas posreden. Za takšen prehod je potreben dodatni kvaziimpuls. Pri prehodu elektrona razen fotona sodeluje še fonon, ki nastane ali pa se uniči. Primer: silicij.

## Pregled širine prepovedanih pasov
V preglednici so podane vrednosti širine prepovedanega pasu za nekatere snovi:
| Material                   | vrsta                            | energija v eV | energija v eV |
| -------------------------- | -------------------------------- | ------------- | ------------- |
| Material                   | vrsta                            | 0 K           | 300 K         |
| elementi                   |                                  |               |               |
| C (diamant)                | posredni                         | 5,4           | 5,46–6,4      |
| Si                         | posredni                         | 1,17          | 1,12          |
| Ge                         | posredni                         | 0,75          | 0,67          |
| Se                         | neposredni                       |               | 1,74          |
| spojine iz skupine IV      |                                  |               |               |
| SiC 3C                     | posredni                         |               | 2,36          |
| SiC 4H                     | posredni                         |               | 3,28          |
| SiC 6H                     | posredni                         |               | 3,03          |
| spojine iz skupin III in V |                                  |               |               |
| InP                        | neposredni                       | 1,42          | 1,27          |
| InAs                       | neposredni                       | 0,43          | 0,355         |
| InSb                       | neposredni                       | 0,23          | 0,17          |
| InN                        | neposredni                       |               | 0,7           |
| InxGa1-xN                  | neposredni                       |               | 0,7–3,37      |
| GaN                        | neposredni                       |               | 3,37          |
| GaP 3C                     | posredni                         |               | 2,26          |
| GaSb                       | neposredni                       | 0,81          | 0,69          |
| GaAs                       | neposredni                       | 1,52          | 1,42          |
| AlxGa1-xAs                 | x<0,4 neposredni, x>0,4 posredni |               | 1,42–2,16     |
| AlAs                       | posredni                         |               | 2,16          |
| AlSb                       | posredni                         | 1,65          | 1,58          |
| AlN                        | neposredni                       |               | 6,2           |
| spojine iz skupin II in VI |                                  |               |               |
| TiO2                       |                                  | 3,03          | 3,2           |
| ZnO                        | neposredni                       | 3,436         | 3,37          |
| ZnS                        |                                  |               | 3,56          |
| ZnSe                       | neposredni                       |               | 2,70          |
| CdS                        |                                  |               | 2,42          |
| CdSe                       |                                  |               | 1,74          |
| CdTe                       |                                  |               | 1,45          |

## Temperaturna odvisnost širine prepovedanega pasu
Z rastočo temperaturo se manjša širina prepovedanega pasu. Največja je pri absolutni ničli, potem se naprej manjšakvadratno, nato linearno. 